# Royal Rumble (2010)
Royal Rumble (2010) a fost cea de-a douăzecișitreia ediție a pay-per-view-ului anual Royal Rumble organizat de World Wrestling Entertainment. Evenimentul s-a desfășurat pe data de 31 ianuarie 2010 în arena Philips Arena din Atlanta, Georgia.
Melodia originală a evenimentului a fost "Hero", interpretată de Skillet.

## Rezultate
| No.                                                 | Rezultate | Stipulație                                            | Timp  |
| --------------------------------------------------- | --- | ----------------------------------------------------- | ----- |
| 1                                                   | Gemenele Bella (Brie Bella și Nikki Bella), Eve Torres, Gail Kim și Kelly Kelly le-a învins pe Alicia Fox, Jillian Hall, Katie Lea Burchill, Maryse și Natalya | 10-Diva tag team match                                | N/A   |
| 2                                                   | Christian (c) l-a învins pe Ezekiel Jackson (însoțit de William Regal)                                                                                         | Meci simplu pentru ECW Championship                   | 11:59 |
| 3                                                   | The Miz (c) l-a învins pe Montel Vontavious Porter | Meci simplu pentru WWE United States Championship     | 7:30  |
| 4                                                   | Sheamus (c) l-a învins pe Randy Orton prin descalificare | Meci simplu pentru WWE Championship                   | 12:24 |
| 5                                                   | Mickie James a învins-o pe Michelle McCool (c) (însoțită de Layla)                                                                                             | Meci simplu pentru WWE Women's Championship           | 0:20  |
| 6                                                   | The Undertaker (c) l-a învins pe Rey Mysterio | Meci simplu pentru WWE World Heavyweight Championship | 11:09 |
| 7                                                   | Edge a câștigat eliminându-l pe John Cena | 2010 - Meci Royal Rumble de 30 de oameni              | 49:24 |
| (c) – înseamnă campionii care-și pun titlul în meci | |                                                       |       |

## Royal Rumble: intrări în meci și eliminări
| Nr. | Concurent                | Brand     | Ordinea eliminări | Eliminat prin             | Timp  | Eliminări |
| --- | ------------------------ | --------- | ----------------- | ------------------------- | ----- | --------- |
| 1   | Dolph Ziggler            | SmackDown | 2                 | CM Punk                   | 02:29 | 0         |
| 2   | Evan Bourne              | Raw       | 1                 | CM Punk                   | 02:26 | 0         |
| 3   | CM Punk                  | SmackDown | 7                 | Triple H                  | 10:04 | 5         |
| 4   | JTG                      | SmackDown | 3                 | CM Punk                   | 00:25 | 0         |
| 5   | The Great Khali          | SmackDown | 4                 | Beth Phoenix              | 01:39 | 0         |
| 6   | Beth Phoenix             | SmackDown | 5                 | CM Punk                   | 01:37 | 1         |
| 7   | Zack Ryder               | ECW       | 6                 | CM Punk                   | 00:32 | 0         |
| 8   | Triple H                 | Raw       | 17                | Shawn Michaels            | 17:55 | 3         |
| 9   | Drew McIntyre            | SmackDown | 16                | Shawn Michaels & Triple H | 14:43 | 0         |
| 10  | Ted DiBiase              | Raw       | 14                | Shawn Michaels            | 13:40 | 0         |
| 11  | John Morrison            | SmackDown | 15                | Shawn Michaels            | 11:37 | 0         |
| 12  | Kane                     | SmackDown | 11                | Triple H                  | 08:59 | 1         |
| 13  | Cody Rhodes              | Raw       | 13                | Shawn Michaels            | 08:54 | 0         |
| 14  | Montel Vontavious Porter | Raw       | 9                 | Himself                   | 00:07 | 2         |
| 15  | Carlito                  | Raw       | 12                | Shawn Michaels            | 05:09 | 0         |
| 16  | The Miz                  | Raw       | 8                 | Montel Vontavious Porter  | 00:17 | 0         |
| 17  | Matt Hardy               | SmackDown | 10                | Kane                      | 00:20 | 0         |
| 18  | Shawn Michaels           | Raw       | 27                | Batista                   | 25:45 | 6         |
| 19  | John Cena                | Raw       | 29                | Edge                      | 27:11 | 4         |
| 20  | Shelton Benjamin         | ECW       | 18                | John Cena                 | 00:48 | 0         |
| 21  | Yoshi Tatsu              | ECW       | 19                | John Cena                 | 00:29 | 0         |
| 22  | Big Show                 | Raw       | 22                | R-Truth                   | 05:04 | 1         |
| 23  | Mark Henry               | Raw       | 21                | R-Truth                   | 03:09 | 0         |
| 24  | Chris Masters            | Raw       | 20                | Big Show                  | 00:29 | 0         |
| 25  | R-Truth                  | SmackDown | 24                | Kofi Kingston             | 04:22 | 2         |
| 26  | Jack Swagger             | Raw       | 23                | Kofi Kingston             | 02:06 | 0         |
| 27  | Kofi Kingston            | Raw       | 25                | John Cena                 | 03:09 | 2         |
| 28  | Chris Jericho            | SmackDown | 26                | Edge                      | 02:24 | 0         |
| 29  | Edge                     | SmackDown | —                 | Câștigător                | 07:37 | 2         |
| 30  | Batista                  | SmackDown | 28                | John Cena                 | 05:24 | 1         |